# Kantoú (Chypre)
Pour les articles homonymes, voir Kantoú.
Kantoú (grec moderne : Καντού) est un village de Chypre de plus de 349 habitants.